# 杣之内古墳群
杣之内古墳群（そまのうちこふんぐん）は、奈良県天理市にある古墳群。石上神宮の南、山辺の道沿いに分布する。2基が国の史跡に指定されている。

## 概要
天理市の杣之内町、勾田町、乙木町に点在する古墳群。布留川の南に位置し、東から延びた丘陵を利用して古墳がつくられている。布留遺跡をはさんだ北には石上・豊田古墳群が、南には大和古墳群の北枝群である萱生古墳群が所在する。墳丘の形が前方後円墳→巨大円墳→円墳と推移しているのが特徴である。被葬者に関しては物部氏との関連が指摘されている。

## 主な古墳
- 西山古墳 - 古墳時代前期の築造。墳丘長183メートルの日本最大の前方後方墳。
- 小半坊塚古墳 - 西山古墳の北約200メートルのところにあった前方後円墳。全長92メートル、後円部直径52メートル、前方部を西に向けていた。西山古墳と同じく古墳時代前期の築造だが、第2次世界大戦中に消滅した。
- 小墓古墳 - 前方部を南西に向けた前方後円墳で、古墳時代中期の築造。全長約80メートル、現状は高さは6メートルだが上部が削平されているため本来の高さは不明である。1978年（昭和53年）の発掘調査では周濠から埴輪状木製品が出土している。
- 笠神山古墳 - 全長45メートルの前方後円墳で前方部を北西に向ける。古墳時代中期に属する。
- 西乗鞍古墳 - 古墳時代後期（6世紀前半）の築造とみられる前方後円墳。全長120メートル、高さ18メートルで前方部を南に向ける。古墳の周囲には空濠がめぐるが、発掘調査の結果、前方部の南側に幅約20メートル深さの溝が確認されており、外濠とみられている。
- 東乗鞍古墳 - 古墳時代後期（6世紀中葉）の築造とみられる前方後円墳。全長約75メートル、高さ10メートルで前方部を西に向ける。長さ14.6メートルの南に開口した横穴式石室を有する。
- 塚穴山古墳 - 西山古墳のすぐ北に隣接する径64メートルの円墳で、古墳時代終末期の築造とみられている。天井石は失っているものの全長17メートルの石室を有する。羨道部分に同じ大きさの巨石をならべる方法は明日香村の石舞台古墳と共通している。
- 峯塚古墳 - 西山古墳から東に約500メートルほどのところにある径35メートル、高さ6メートルの2段構築の円墳で、墓地の下に位置するため墓山とも呼ばれる。古墳時代終末期（6世紀末から7世紀前半）の築造で、「岩屋山式」といわれる整美な巨石を用いた横穴式石室で知られる。墳丘には切石を用いた葺石がなされている。
- 保昌塚古墳 - 現状は直径約17メートル。著しく削平されており本来の形や大きさは不明な点が多いが、直径25メートルから35メートル程度の円墳であるとの調査結果がある[2]。

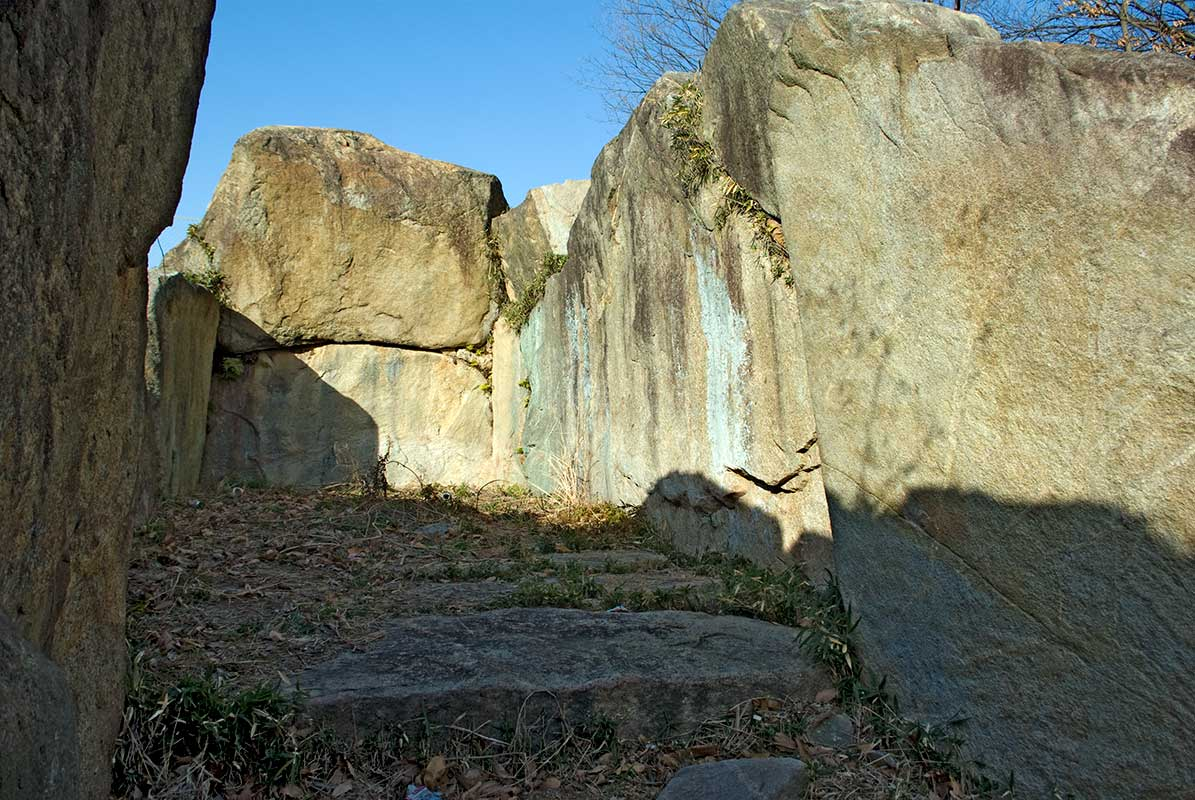
塚穴山古墳 石室

## 文化財

### 国の史跡
- 杣之内古墳群
2018年（平成30年）2月13日、既指定の史跡「西山古墳」に西乗鞍古墳を追加指定、「杣之内古墳群」に名称変更[3][4]。

## 参考資料
- 『大和の古墳 I』人文書院
- 『大和の古墳を語る』臨川書店
- 天理市ホームページ 古墳ガイド
- 天理大学歴史研究会ホームページ